# Wonogiri (Ampelgading)
Wonogiri is een bestuurslaag in het regentschap Pemalang van de provincie Midden-Java, Indonesië. Wonogiri telt 2864 inwoners (volkstelling 2010).